# Чеботарёва, Юлия Сергеевна
Ю́лия Серге́евна Чеботарёва (укр. Ю́лія Сергі́ївна Чеботарьо́ва; р. 25 апреля 1965, Днепропетровск) — украинский политик и менеджер. Близкая соратница украинского миллиардера В. М. Пинчука.
Народный депутат Верховной рады Украины IV созыва (2003—2006). Беспартийная.
Окончила Днепропетровский университет (1987), инженер-гидрогеолог. Также окончила МАУП (2003), экономист и финансовый менеджер.
Народный депутат Верховной рады Украины IV созыва (2003—2006), была избрана от блока «За единую Украину!», № 40 в списке. На выборах-2006 избиралась от Народного блока Литвина, № 23 в списке, который в парламент тогда не прошёл.
Занимала пост вице-президента по вопросам корпоративной собственности в группе «Интерпайп».
В настоящее время заместитель генерального директора — президента инвесткомпании «EastOne». Одновременно глава правления Фонда Виктора Пинчука (управляющая им с упразднением поста президента фонда в 2009 году), руководит всеми проектами «PinchukArtCentre».